# Erec
Erec è un racconto in medio-alto tedesco di scritto in rima di Hartmann von Aue nel 1185 circa.
Adattamento del Erec e Enide di Chrétien de Troyes, è il primo Romanzo Arturiano in tedesco. A differenza della successiva storia d'amore di Hartmann Iwein, che sopravvive in 16 manoscritti completi, Erec è conservato in un unico manoscritto, l'Ambraser Heldenbuch, redatto a Bolzano da Hans Ried nel 1504-1516 su commissione di Massimiliano I, e in pochi altri piccoli frammenti.

## Trama
Erec racconta la storia di come un cavaliere alla corte di Artù, corteggia e sposa Enite, ma poi attraverso un'eccessiva devozione verso la moglie, trascura i suoi doveri di cavaliere e signore. Resosi conto del suo errore, parte dal campo per una serie di avventure sempre più impegnative in cui mette alla prova la lealtà di Enite e si ravvede circa lo scopo della cavalleria.